# Рутесхайм
Рутесхайм (нем. Rutesheim) — город в Германии, в земле Баден-Вюртемберг. 
Подчиняется административному округу Штутгарт. Входит в состав района Бёблинген.  Население составляет 10 226 человек (на 31 декабря 2009 года). Занимает площадь 16,24 км². Официальный код  —  08 1 15 042.
Город подразделяется на 2 городских района.